# اف‌اوای‌اف (هستی‌شناسی)
اف‌اوای‌اف (به انگلیسی: FOAF)، کوته‌نوشت عبارت Friend of a friend به معنی «آشنای یک آشنا»، یک هستی‌شناسی ماشین-خواندنی است که افراد، فعالیت افراد و روابط آنها با دیگر اشیا و افراد را توصیف می‌کند. هر کسی می‌تواند برای توصیف خودش از FOAF استفاده کند. این هستی‌شناسی به گروه‌های مردمی اجازه می‌دهد تا شبکه‌های اجتماعی را بدون نیاز به یک پایگاه داده مرکزی توصیف کنند.
FOAF یک دایره واژه توصیفی است که توسط چارچوب توصیف منبع (RDF) و زبان هستی‌شناسی وب (OWL) بیان شده‌است. رایانه‌ها می‌توانند از نمایه‌های FOAF استفاده کنند تا مثلاً تعیین کنند: «لیست همه افرادی که در اروپا زندگی می‌کنند، چیست» یا «لیست همه افرادی که هم شما و هم دوست شما او را می‌شناسید، چیست» روش کار این است که روابط بین افراد را تعریف می‌کنیم. هر نمایه FOAF یک شناسانه منحصربه‌فرد دارد (مثل آدرس ایمیل فرد، شماره تلفن بین‌المللی، نام حساب کاربری فیس‌بوک، آی‌دی جابر، یا URI برای صفحه‌خانگی یا وبلاگ فرد) که موقع تعریف روابط از آن‌ها استفاده می‌شود.
پروژه FOAF، که هدف آن تعریف و گسترش دایره واژه برای یک نمایه FOAF است، در سال ۲۰۰۰ توسط لیبی میلر و دان بریکلی آغاز به کار کرد. این پروژه اولین کاربرد وب معنایی اجتماعی بود، زیرا فناوری RDF را با علاقه‌مندی(نگرانی)های «وب اجتماعی» ترکیب می‌کرد.
در مقاله ای که تیم برنرز لی در سال ۲۰۰۷ منتشر کرد، مفهوم وب معنایی توسط «گراف جهانی غول پیکر(GGG)» تعریف مجدد شد. در این مفهوم روابطی بالاتر از شبکه و سند وجود داشت. او GGG را هم ارزش با اینترنت و وب جهان‌گستر می‌دانست و گفته بود: «من شبکه ام را در یک فایل FOAF بیان می‌کنم، و این موضوع شروع یک انقلاب است».

## وب‌آی‌دی (WebID)
FOAF یکی از مولفه‌های کلیدی در مشخصات WebID است، و مخصوصاً برای پروتکل WebID+TLS حیاتی است، این پروتکل، قبلاً FOAF+SSL نامیده می‌شد.

## مثال
نمایه FOAF زیر (که در فرمت ترتل نوشته شده‌است) می‌گوید:
- جیمی ویلز نام فردی است که در اینجا توصیف شده‌است.
  - آدرس ایمیل او یک منبع وب است.
  - صفحه خانگی او یک منبع وب است.
  - و تصویر او یک منبع وب است.
- به Wikimedia علاقه دارد.
- او آنجلا بیسلی را می‌شناسد (که نام یک منبع 'فرد' است).

در اینجا یک منبع وب یعنی: «آنها هم توسط RDF توصیف شده‌اند».
```
@prefix
 
rdf:
 
<http://www.w3.org/1999/02/22-rdf-syntax-ns#>
 
.

@prefix
 
rdfs:
 
<http://www.w3.org/2000/01/rdf-schema#>
 
.

@prefix
 
foaf:
 
<http://xmlns.com/foaf/0.1/>
 
.

<#JW>

    
a
 
foaf
:
Person
 
;

    
foaf
:
name
 
"James Wales"
 
;

    
foaf
:
mbox
 
<mailto:jwales@bomis.com>
 
;

    
foaf
:
homepage
 
<http://www.jameswales.com>
 
;

    
foaf
:
nick
 
"Jimbo"
 
;

    
foaf
:
depiction
 
<http://www.jameswales.com/aus_img_small.jpg>
 
;

    
foaf
:
interest
 
<http://www.wikimedia.org>
 
;

    
foaf
:
knows
 
[

        
a
 
foaf
:
Person
 
;

        
foaf
:
name
 
"Angela Beesley"

    
]
 
.

<http://www.wikimedia.org>

    
rdfs
:
label
 
"Wikimedia"
 
.

```